# قبلة مرحة (مسلسل)
قبلة مرح (هانغل: 장난스런 키스) هو مسلسل تلفزيوني رومانسي كوميدي كوري جنوبي إنتاج عام 2010 ،بطولة كم هيون جنغ وجونغ سو من.
، والذي بث على إم بي سي الكورية إبتدأ من 1 سبتمبر إلى 21 أكتوبر، 2010 على الساعة 21:55 يومي الأربعاء والخميس بستة عشر (16) حلقة.

## القصة
مسلسل قبلة مرحة يحكى قصة عن فتاة تدعى أو-ها-ني في 17 من العمر تحب زميل لها في المدرسة يدعى بيك-سونج-جو هذا الفتى ذكي جدًا في حين أن أوهاني فتاة غبية جدًا، تقرر الإعتراف له بشعورها ناحيته بكتابة رسالة غرامية ولكنه يحرجها بشدة أمام جميع أصدقائها حيث يقوم بتصحيح الرسالة وإعادتها لها أمام جميع الطلاب.
ولكن سيلعب الحظ دوره مع هذه الفتاة حيث أن منزلهم الجديد سوف ينهار بفعل زلزال ضعيف لذلك سوف يعيش أبوها في فندق معها ولكن أثناء تصوير هذه الحادثه سوف يشاهدهما صديق والد أو-ها-نى لذا سوف يطلب منهما أن يسكنا معه لذا سيعيش ابيها وهي في منزل هذا الصديق والذي سيصادفها أن هذا الصديق يكون والد سونج-جو (حبيبها) فتبدأ الأحداث في قالب كوميدي رومانسي حيث تتمسك أوهاني بحبها لبيك سونج جو وتستمر في ملاحقته في كل مكان يذهب إليه ومحاولت إقناعه بحبها رغم مواقفه الباردة والمهينة بحيث يعتبرها كارثة متنقلة ومزعجة وتسبب الفوضة في حياته، فتحدث بعض المواقف التي تجعل بيك-سونج-جو يحب أو-ها-نى ويقرر أن يتزوجا، ويصبح سونج جو طبيبًا بينما تصبح أوهاني ممرضة في نفس المستشفى.

### الشخصيات الرئيسية
- أو-ها-نى :هي بطلة المسلسل تحب بيك-سونج-جو غبية في الدراسة ولكنها حينما تتمنى شئ تبذل الجهد لتحققه وسوف تصبح ممرضه.
- سونج-جو :أذكى الفتيان في المدرسة ولا يعترف بمشاعره بسهوله لذا يلقب دائما بالبارد وسوف يكون طبيب.
- مين-أه :من صديقات أو-ها-نى المفضلة وتحكى لها على كل شئ وسوف تكون رسامه كاريكتير.
- جو-رى :من صديقات أو-ها-نى المفضلة وتحكى لها على كل شئ وسوف تصبح عامله في صالون .هذا المسلسل جميل جدا

### أبطال هذا المسلسل
- كم هيون جنغ (سيونجو)
- جونغ سو من (اوهانى)
- جينج هي يونج (والدة سيونجو)
- جو ون هونج (اونجو)

## وصلات خارجية
- مسلسل قبلة مرحة على موقع إم بي سي الكورية (بالكورية)
- مسلسل قبلة مرحة على هانسينما
- قبلة مرحة على موقع IMDb (الإنجليزية)
- قبلة مرحة على موقع فيلمافينيتي (الإسبانية)
- قبلة مرحة على موقع كينوبويسك (الروسية)
- قبلة مرحة على موقع قاعدة بيانات الفيلم (الإنجليزية)